# 山本知寿
山本 知寿（やまもと ともひさ、1969年12月12日 - ）は、日本の元・男子バレーボール、元・ビーチバレー選手。2012年現在は日本バレーボール協会所属。身長170cm。
福岡県出身。九州産業大学付属九州産業高等学校卒。富士フイルム（ポジションはレシーバー）を1992年に退社し、ビーチバレーに転向。身長183cmの尾﨑侯とのペアで、ビーチバレージャパンを3連覇（1996年 - 1998年）した。
現役を引退してからは、アテネ五輪女子ビーチバレー監督（2004年）、ロンドン五輪男子ビーチバレー監督（2012年）を務めた。